# Physocleora bicolor
Physocleora bicolor är en fjärilsart som beskrevs av W. Warren 1907. Physocleora bicolor ingår i släktet Physocleora och familjen mätare. Inga underarter finns listade i Catalogue of Life.